# 북삼초등학교 오평분교
북삼초등학교 오평분교는 대한민국 경상북도 칠곡군 북삼읍 오평리에 있었던 공립 초등학교이다.

## 학교 연혁
- 1949년 9월 1일: 오평공립국민학교 개교(설립인가 8월 20일)
- 1951년 4월 1일: 오평교육국민학교로 개칭
- 1960년 8월 22일: 오평국민학교로 개칭
- 1992년 2월 20일: 제38회 졸업식(총 1,223명)
- 1992년 3월 1일: 북삼국민학교 오평분교로 편입
- 1996년 3월 1일: 북삼초등학교 오평분교로 개칭
- 2022년 2월 28일: 폐교[1]

## 참고 자료
- 북삼초등학교오평분교장 - 한국교육학술정보원 학교알리미